# Салахутдинов, Нариман Фаридович
Нариман Фаридович Салахутдинов (род. 28 сентября 1954 года) — российский химик-органик, специалист в области медицинской химии, член-корреспондент РАН (2019).
Заведующий лабораторией физиологически активных веществ (с 2004 года), отделом медицинской химии Новосибирского института органической химии имени Н. Н. Ворожцова СО РАН.
Автор и соавтор 490 научных работ, из них 7 монографий, 30 глав в монографиях и обзоров, 95 патентов РФ.
Преподает на медицинском факультете Новосибирского государственного университета.
Под его руководством защищено 3 докторские и 14 кандидатские диссертации.